# Kang Eun-kyung
Dans ce nom coréen, le nom de famille, Kang, précède le nom personnel.
 Kang Eun-kyung (coréen: 강은경), née le 25 juillet 1971, est une scénariste sud-coréenne. Elle est surtout connue pour avoir écrit le scénario de la série télévisée King of Baking, Kim Takgu.
Elle a étudié le journalisme à l'université de Californie à Irvine.

## Filmographie

### Scénariste
- 1998 : White Nights 3.98 (백야 3.98)
- 1999 : Sunday Best "Eun Bi-ryung" (은비령)
- 1999 : Ghost (고스트)
- 2001 : Third Coincidence (세번째우연)
- 2001 : Hotelier (호텔리어)
- 2002 : Glass Slippers (유리구두)
- 2003 : Good Person (좋은 사람)
- 2004 : Oh Feel Young (오!필승 봉순영)
- 2006 : Hello God (안녕하세요, 하느님)
- 2007 : Dal-ja's Spring (달자의 봄)
- 2008 : Bichunmoo (비천무)
- 2008 : Formidable Rivals (강적들)
- 2010 : King of Baking, Kim Takgu (제빵왕 김탁구)
- 2011 : Glory Jane (영광의 재인)
- 2013 : Gu Family Book (구가의 서)
- 2014-2015 : What's With This Family (가족끼리 왜 이래)
- 2020 : The World of the Married (부부의 세계)
- 2023 : Gyeongseong Creature (경성크리처)

## Récompenses
- 2010 : 
  - 3e Korea Drama Awards : Meilleure scénariste, King of Baking, Kim Takgu
  - Korean TV and Radio Writers Association : Meilleure scénariste, King of Baking, Kim Takgu
  - Korea Content Awards : Prix du premier ministre dans le domaine de l'audiovisuel, King of Baking, Kim Takgu
  - KBS Drama Awards : Meilleure scénariste, King of Baking, Kim Takgu
- 2011 : 2e Seoul Arts and Culture Awards : Meilleure scénariste de drama, King of Baking, Kim Takgu
- 2014 : KBS Drama Awards : Meilleure scénariste, What's With This Family